# Vo Lac Hong
Le Vo Lac Hong est un art martial traditionnel sino-vietnamien. L'école s'est principalement développée au Sud-Vietnam mais aussi dans quelques villes du Nord ; on ne trouve pas trace de sa pratique à l'international ni de sa pratique à l'étranger, si ce n'est que certaines de ses techniques sont intégrées d'une part dans le Vovinam Viet Vo Dao, d'autre part dans le Vo Lac Hong Jeetkïdo, avec lequel il ne faut pas le confondre[pas clair]. Aujourd'hui, le Vo Lac Hong originel™ continue à se pratiquer dans des écoles du Sud-Vietnam sous le nom Kung-fu Vo Lac Hong, branche uniquement vietnamienne et totalement autonome .

## Historique
La création du Vo Lac Hong par le maître Hoang Nam, formateur de nombreux disciples, remonte à 1810. Alors que le peuple vietnamien lutte à cette époque contre l'invasion chinoise il s'inspire dans le même temps de ses connaissances martiales ; ainsi le Vo Lac Hong, combinant techniques chinoises et vietnamiennes, peut être considéré comme un "Kung-Fu" vietnamien.
Diffusée entre 1920 et 1960 par le maître Pham Hing King, c'est l'une des plus anciennes écoles d'arts martiaux vietnamiens citée dans le livre de Pham Song Tong qui considère que le Vo Lac Hong est « la source qui a permis la création des arts martiaux Vietnamiens modernes que sont le Vo vi nam, Tam long et Ming long ». On trouve aussi la trace de ses apports techniques dans le Jeetkïdo-kaïkan dont il est un des ancêtres.
Le Vo Lac Hong traditionnel est toujours enseigné au Sud Vietnam dans la région de Gia Dinh et pratiqué dans des écoles dont les maîtres appartiennent à la Haute commission des maîtres experts du Sud Vietnam ; il ne connaît cependant pas le développement international qu'ont rencontré ses dérivés.

## Vo Lac Hong et Shinkai Jeetkïdokai Karaté
Le sosai Nguyen Luxuha, cité lui aussi parmi les amis de Pham Song Tong, est venu du Japon — dont il était originaire et où il a grandi et appris les arts martiaux — au Vietnam pour y étudier les arts martiaux locaux. Initié au Vo Lac Hong, il en introduit des techniques dans le kenpō japonais, créant ainsi en 1945 son propre hybride : le Karaté Jeetkïdô ou Jeetkïdo-kaïkan, intégrant en outre des techniques issues de la lutte ou grappling, du ju-jitsu ou de l'aïkido mais aussi des techniques alternatives (ky thuat gai diem). celles-ci partent d'un postulat simple : tout est une arme. Un bout de ver, un morceau de ferraille, de la corde, etc. L'art de s'en servir comme tel est un art. Le Jeetkïdokaï connaît ensuite un rapide succès et se développe internationalement.
Les deux disciplines, Vo Lac Hong et Karaté Jeetkidokai, ne doivent donc pas être confondues, le programme de la seconde n'étant composé qu'à environ 30 % des techniques de la première. Une autre différence notable est dans la terminologie technique qui diffère, l'une s'exprimant en vietnamien, l'autre en japonais. Enfin, la finalité des deux arts martiaux est complètement différente : l'un est traditionnel, l'autre relève plutôt du combat libre.

## Techniques
Les techniques qui composent le Vo Lac Hong, influencées par les arts martiaux chinois, sont basées sur des positions d'animaux : le tigre, le dragon, le serpent, l'aigle et sont travaillées par le biais de thao quyen.
Elles comprennent : 
- des techniques de ciseaux : très utilisées en Vo Lac Hong[7], les ciseaux volants servent surtout à déséquilibrer un adversaire à cheval ; ils se font généralement au niveau de la tête ;
- des techniques de pieds et de poings ;
- des techniques de maniement d'armes (sabre, lance, etc.) ;
- des techniques d'attaques et défenses ; le Vo Lac Hong affectionne les attaques dans les jambes, utilisées pour affaiblir l'adversaire.

Logo de la fédération Vo Thuat Co Truyen Viet Nam

## Affiliation
Les écoles vietnamiennes d'arts martiaux traditionnels sont affiliées à la fédération Lien Doan Vo Thuat Co Truyen Viet Nam qui possède depuis 2010 une filiale en France. Cependant les arts martiaux vietnamiens ne relèvent que de la Fédération française de karaté et disciplines associées (FFKDA) pour ce qui est de la reconnaissance des pouvoirs publics et du Comité national olympique et sportif français.